# Pilar Boyero
Pilar Boyero, nome d'arte di Pilar Boyero Gómez, (Cáceres, 28 maggio 1974), è una cantante, conduttrice radiofonica e professoressa specializzata in copla spagnola.

## Biografia
Ha studiato giurisprudenza all'Università di Estremadura. Per cinque anni è stata allieva di canto e pianoforte presso il Conservatorio Ufficiale di Musica "Hermanos Berzosa" di Cáceres e solista nel coro dell'università. A Siviglia si è formata con il Maestro Borriño, specializzato in copla e successivamente a Madrid con il Maestro Bazán. Decide di dedicarsi professionalmente alla copla nel 1992, dopo essersi distinta in questo genere esibendosi in emittenti locali, feste di quartiere, festival, ecc. Nello stesso anno, ha partecipato al caloroso omaggio al maestro Juan Solano che si è tenuto a Cáceres, condividendo il palco con figure affermate come Lolita Sevilla, Paquita Rico e María José Santiago. organizzato dal Consiglio provinciale di Cáceres. È stato anche incluso nei programmi di attività della Giunta dell'Estremadura e dei Consigli provinciali di Cáceres e Badajoz, come "Estivalia", "Otoño Musical", tra gli altri.
Nel 1995 pubblica il suo primo album sul mercato nazionale con il titolo "El cante mío"; registrato nrgli studi Jammin' di Mérida. Detto lavoro discografico è stato trasmesso dalle principali stazioni radiofoniche dedicate alla musica spagnola.
È apparsa spesso fuori regione, esibendosi in città come Igualada (Barcellona) e Vitoria, così come in teatri e locali di Madrid. Nel maggio dello stesso anno si esibisce nella capitale davanti alle telecamere di Canale 47 come artista ospite nel programma “Las noche del 47”, condotto dal Maestro Bazán. È stato inclusa nello spettacolo di canzoni spagnole e di flamenco "Quejío", ideato dal chitarrista di flamenco José Antonio Conde.
Nel febbraio 1996 è stata accompagnata al pianoforte dal pianista Felipe Campuzano, in una performance tenutasi all'Auditorium di San Francisco di Cáceres. Nell'aprile dello stesso anno ha girato il Marocco, esibendosi in centri educativi dipendenti dall'ambasciata spagnola. Nel 1998 ha iniziato la sua tournée estiva esibendosi in un concerto acustico (pianoforte, contrabbasso e voce) presso il Centro Culturale Ateneo di Madrid. Conclude il tour tre mesi dopo, nel Palazzo delle Esposizioni e dei Congressi di Salamanca, esibendosi accompagnata dalla sua orchestra.
Il 28 aprile 1999 ha presentato il suo secondo album “Pilar Boyero canta al Maestro Solano”, con un concerto all'Auditorium di Cáceres.
Dall'inizio del 2002 tiene una serie di conferenze sotto due titoli: “La copla: Recuperación de un patrimonio común” (La copla: Recupero di un patrimonio comune) e “La copla y las leyes: El derecho de la pasión (La copla e le leggi: Il diritto della passione); pubblicato anche su riviste culturali.
A settembre ha partecipato allo spettacolo musicale "Extremadura, los sonidos de un pueblo" (Estremadura, i suoni di un popolo), una produzione della Giunta dell'Estremadura per gli atti della Giornata dell'Estremadura nel Teatro romano di Mérida.
Nello stesso anno ha inoltre presentato in anteprima il suo spettacolo “Una vida entera”, progetto musicale con artisti internazionali come il trombettista americano Jerry González e il pianista Chano Domínguez, entrambi protagonisti del film Calle 54 di Fernando Trueba, il sassofonista jazz -flautista Jorge Pardo e il violinista Ara Malikian, che sono saliti per la prima volta sul palco con Pilar Boyero in un concerto tenutosi a Guadalupe nell'agosto 2002.
Il 4 giugno 2004 ha presentato il suo album Una vida entera, accompagnata dal pianista di Cadice Chano Domínguez e dal trombettista Jerry González, al Gran Teatro di Cáceres e continuando così, in vari teatri dell'Estremadura. Questo album rinnova la copla con sfumature di salsa e jazz, continuando un percorso verso la fusion, segnando così una svolta nella sua carriera.
Dal 2006 scrive, presenta e dirige Soy lo prohibido su Canal Extremadura Radio, dedicata alla copla, ed esegue la sezione "La copla por montera" nel programma "El Coso" della stessa rete.
Nel maggio 2008 è stata omaggiata da più di quaranta artisti nella mostra "Divina Pilar" al Gran Teatro di Cáceres. Sono stati mostrati dipinti, video, sculture e persino graffiti; in totale più di cinquanta opere. All'inizio lo spettacolo doveva occupare solo un piano del teatro, ma visto il successo della mostra i lavori sono stati divisi su due piani.
Nel 2009 è stata araldo del Carnevale Medievale di Cáceres, al Palacio de los Golfines de Arriba.
Nello stesso anno ha partecipato al cortometraggio "¡Cuánta mentira!" (Quanta bugia!), diretto da Marce Solís.
Nel 2010 ha pubblicato l'album "Cáceres-Manhattan", con testi tratti dall'omonima raccolta di poesie di Santiago Tobar e con arrangiamenti del compositore Carlos Ojeda. Il concept dell'album riguarda le relazioni umane, come si stabiliscono e fluttuano, come alcune resistono e altre svaniscono.
Dal 2011 insegna Storia della copla presso l'Università per Anziani dell'Università dell'Estremadura.
Nell'aprile 2011 ha pubblicato l'EP “Coplas de puñalá”, registrato a Casa Limón e Jenny Music, grazie ad artisti come Antonio Serrano, Jerry González, Jorge Pardo e Niño Josele. Inoltre, ha collaborazioni come quella con Juan Antonio Valderrama. Tale opera rivisita il distico classico con una visione molto attuale e riflette una parte importante della vita dell'artista. Il nome era dovuto a una frase di Carlos Cano in un'intervista ad Arturo Pérez Reverte, in cui sosteneva il distico del caffè canoro, del bisnonno e del pugnale.
Mesi dopo ha registrato la canzone "Embrujá por tu querer", con la collaborazione di Jerry González, riempiendo questa canzone di magia newyorkese con sfumature di flamenco, dando vita a una fusione completa.
Nel 2012 ha presentato lo spazio Cuadernos de copla nel programma "Nuestra tarde" sul Canal Extremadura.
Nel novembre 2012 ha pubblicato l'album Por siempre Carlos Cano, album che rende omaggio alla figura del cantautore granadino Carlos Cano.
L'album ha originato una tournée con lo spettacolo omonimo. Una delle sue particolarità è che ha la band originale dell'artista, guidata dal maestro Benjamín Torrijo, l'ha accompagnata per quindici anni. Il repertorio riunisce i suoi successi più emblematici come “Habaneras de Cádiz”, “Alacena de las monjas”, “El tango de las madres locas”, “Dormire tra le rose” e quei titoli che ha recuperato come “Ojos Verdes”, “La bien pagá”, “Tani”, “Antonio Vargas Heredia”, “Rocío”, raggiunge il suo apice con “María la portuguesa”, una canzone che entrambi cantano in duetto.
Nel marzo 2015 le è stato conferito il Premio A tu Vera, da Castilla-La Mancha Media.
Nell'aprile dello stesso anno riceve il Grada Prize for Leisure al Badajoz Conference Center. A novembre le è stato conferito il Premio Menina 2015, in riconoscimento del suo impegno per l'eradicazione della violenza di genere.
Nel 2016 si è esibita con l'Orchestra dell'Estremadura, diretta da Álvaro Albiach, al Teatro romano di Mérida, durante il gala dell'Giornata dell'Estremadura. È stato trasmesso attraverso il canale internazionale Canal Extremadura. Nello stesso anno ha terminato un album tributo al maestro Juan Solano, dal titolo "Solano sinfónico", registrato con l'Orquesta de Extremadura e con la collaborazione di Carmen París, Clara Montes ed Enrique Heredia Negri.
Nel 2017 le è stato conferito il Premio Cáceres con un nome di donna, in riconoscimento della sua difesa delle donne.
Nel 2019 ha ricevuto il Premio Las Vaguadas, per il suo impegno per l'educazione e i diritti dei bambini.
Nel marzo 2020 ha presentato l'album Cuba por coplas, registrato dal vivo all'Avana, il 20 ottobre, Giornata della cultura cubana, con l'Orchestra Sinfonica Nazionale di Cuba, diretta dal Maestro Enrique Pérez Mesa. In esso ha collaborato il soprano Milagros de los Ángeles. Tutte le canzoni dell'album sono del Maestro Juan Solano, mantenendo viva la memoria del compositore di Cáceres. Questo album è stato nominato per il miglior album internazionale Cubadisco 2020-2021.
Nel luglio 2021 ha pubblicato il suo ultimo album intitolato Notas de viajes, in omaggio a Carlos Cano, in cui collaborano Pablo Cano, suo figlio, e Israel Rojas, cantante del gruppo Buena Fe.
Il 15 novembre 2021 ha reso omaggio a Rocío Jurado, con lo spettacolo "Algo se nos fue contigo", al Teatro EDP Gran Via di Madrid.
Si ispira alla chipionera, non solo al repertorio, ma anche alla messa in scena e ai costumi. L'orchestra era composta da quindici musicisti, diretti da Juan Carlos Carrasco, che di solito lavora con artisti come Ricky Martin. Il batterista, Juan Carlos Rico, che ha suonato anche con la stessa Jurado. E anche un gruppo di flamenco, tra cui il bailaor Andrés Malpica.
Tra le personalità che hanno partecipato all'evento c'erano Enrique Heredia Negri, Olga María Ramos, Javier de Montini, Hilario López Millán, Manuel Francisco Reina, Carlos Vargas, Roser, Mara Barros e Jesús Manuel Ruiz. Giorni dopo, ha condiviso il palco con Omara Portuondo ed Enrique Heredia Negri nello spettacolo Canciones de ida y vuelta, che si è svolto a Talayuela.
Nell'aprile 2022 ha partecipato al festival San Remo Music Awards Cuba dove è stata membro della giuria del concorso.Inoltre, ha tenuto concerti e conferenze a Cuba, condividendo il palco con artisti come Waldo Mendoza o Israel Rojas del gruppo Buena Fe.
Poco dopo, è stata nominata ai Cubadisco Awards nella categoria Miglior Disco Internazionale.Ha fatto parte del programma del festival WOMAD di Cáceres 2022, in cui si è esibita al Palazzo Carvajal di Cáceres, dedicato alla storia della copla dal punto di vista delle donne.
A maggio, infine, le è stato assegnato il Premio Cubadisco 2022 per il miglior disco internazionale. La cerimonia di premiazione si è svolta al Teatro América dell'Avana, dove l'artista si è esibito.
A luglio ha eseguito diversi concerti con l'artista cubana Haila Mompié al 16º anniversario Encuentro Amigos de Partagás a Matalica (Italia), dove ha ricevuto il premio Club Amigos de Partagás.

## Discografia
- 1995 - El cante mío
- 1998 - Pilar Boyero canta al maestro Solano
- 2004 - Una vida entera
- 2011 - Coplas de puñalá
- 2016 - Por siempre Carlos Cano
- 2020 - Cuba por coplas
- 2021 - Notas de viajes

## Premi e riconoscimenti
- 2005 - Premio Superolé 2005
- 2015 - Premio Grada: Ocio
- 2015 - Premio A Tu Vera
- 2015 - Premio Menina 2015
- 2017 - Premio Cáceres con nombre de mujer[28]
- 2017 - Premio Las Vaguadas
- 2017 - Premio Ellas 2020
- 2021 - Nominata Cubadisco 2020-2021: Mejor Disco Internacional
- 2021 - Embajadora del Capazo.
- 2022 - Nominata VI Premios Extremadura Exporta: Empresa de servicios
- 2022 - Premio Cubadisco 2022: Miglior Disco Internacional